# Moeangiangi (fleuve)
Le fleuve Moeangiangi (anglais : Moeangiangi River) est un cours d’eau du districtde Hastings dans la région de Hawke's Bay dans l’ Île du Nord de la Nouvelle-Zélande.

## Géographie
Il s’écoule vers l’est à partir d’un pays de collines à l’est du Lac Tutira pour atteindre la baie de Hawke's Bay à 25 km au nord de Napier.